# Scolopendra valida
Scolopendra valida (лат.) — вид губоногих многоножек (Chilopoda) из рода сколопендры (Scolopendra). Вид встречается на Канарских островах, в Камеруне, Судане, Эфиопии, Сирии, на юге Аравийского полуострова, в западной части Индии, на юге Ирана, Ирака и стран Персидского залива.